# Cappuccino (radioprogramma)

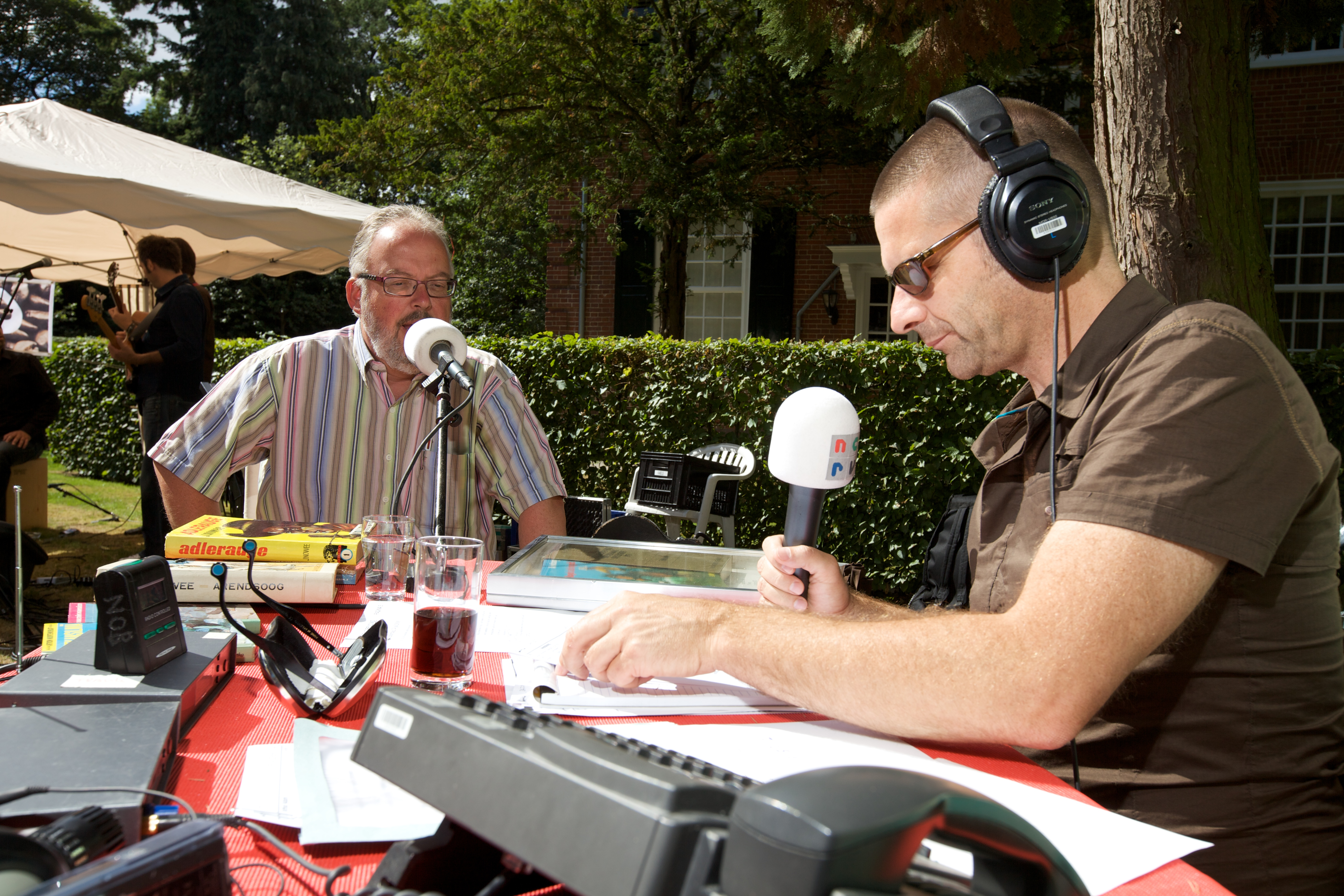
Cappuccino volgt op 24 juli 2010 de VIP Bus met presentator Jurgen van den Berg

Cappuccino was een Nederlands radioprogramma van de NCRV op Radio 2, dat sinds 7 januari 1995 werd uitgezonden. Het programma werd in 2014 vervangen door het nieuwe programma Grand Café Kranenbarg met Bert Kranenbarg.

## Achtergrond
De eerste presentatoren waren Sjors Fröhlich en Karin de Groot en later Sjors Fröhlich en Rik Felderhof. Later ging Sjors het alleen presenteren. In april/mei 2007 kreeg Sjors last van zijn stem. Het werd steeds erger, en uiteindelijk bleek het spasmodische dysfonie te zijn. Hierdoor voelde Sjors zich genoodzaakt om met het presenteren te stoppen; op 30 juni 2007 presenteerde hij zijn laatste uitzending. Hij ging verder als adviseur, Frank du Mosch werd de vaste presentator. Op 15 oktober 2011 werd Frank du Mosch vervangen door Jurgen van den Berg, die al vaker als invaller in het programma te horen was geweest. Vanaf 11 januari 2014 werd de presentatie overgenomen door Jeroen Kijk in de Vegte.
Bij afwezigheid van de vaste presentator (door bijvoorbeeld vakantie of ziekte) werd de presentatie regelmatig waargenomen door Bert Kranenbarg, Ghislaine Plag of Vincent Bijlo. Ook Joris Linssen en Menno Reemeijer hebben het programma een keer gepresenteerd.
Naast muziek waren er gesprekken met gasten die in de studio aanwezig waren of aan de telefoon. Ook konden de hele uitzending luisteraars met de studio bellen om vragen te stellen of te beantwoorden of opmerkingen te plaatsen. Vrijwel iedere uitzending was er livemuziek van een bepaalde artiest.
Van zaterdag 10 juli t/m zaterdag 14 augustus 2010 werd het radioprogramma als Cappuccino Zomerfestival gepresenteerd door Jurgen van den Berg en zond men live uit vanuit een caravan.
Op 30 augustus 2014 werd na bijna 20 jaar de laatste uitzending van het programma uitgezonden.

## Trivia
- Als eerste plaat na 9.00 uur werd altijd een speciaal voor Cappuccino aangepaste versie van het nummer Zaterdag van BLØF gedraaid.

- Jarenlang had Felix Rottenberg aan het eind van de uitzending een vaste column die altijd begon met de zin: "Vrienden van de radio". De laatste column van Felix Rottenberg was op 10 september 2011. Daarna kreeg een vaste luisteraar op dit tijdstip een column.

- De werkloze des Vaderlands werd in 2012 aangesteld door Cappuccino.